# Сыроежковые
Сырое́жковые, или Руссуловые (лат. Russulaceae) — семейство грибов из отдела Базидиомицеты.

## Описание
Плодовые тела мясистые, шляпконожечные или неправильной округлой формы (Zelleromyces).
Мякоть почти всегда белая, содержит крупные пузыревидные клетки (сфероцисты), придающие ей слегка зернистый вид на разломе, а с возрастом — слегка рассыпчатую консистенцию.
Гименофор пластинчатый. Пластинки приросшие, выемчатые, нисходящие, до почти свободных.
Общее и частное покрывала отсутствуют.
Споровый порошок белый или желтовато-кремовый до охристого, сами споры эллиптической формы.

## Представители
К Russulaceae относятся хорошо известные грибы родов сыроежка (Russula) и млечник (Lactarius). У млечников в мякоти плодовых тел имеются толстостенные гифы с млечным соком различного цвета, иногда изменяющим цвет на воздухе. Сыроежки отличаются от млечников отсутствием млечных сосудов и млечного сока. Они встречаются часто, однако неопытному человеку трудно ориентироваться в разнообразии и полиморфности видов этих грибов.

## Экология
Семейство включает многочисленные виды сапротрофов и микоризных грибов, сосуществующих с различными лиственными и хвойными деревьями и при этом нередко довольно узкоспециализированых.

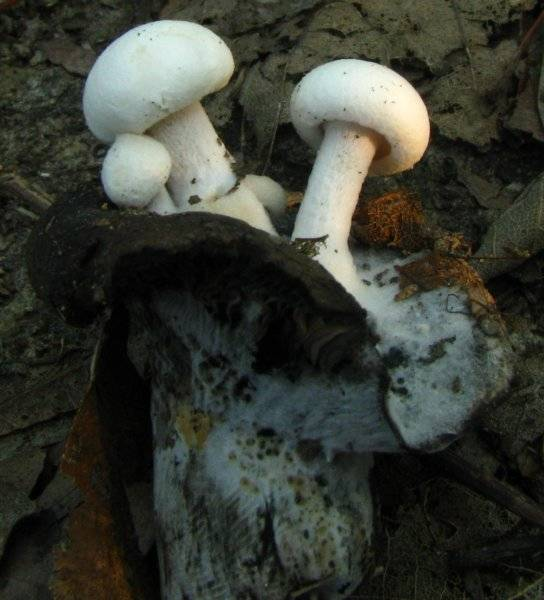
Asterophora lycoperdoides паразитирует на подгруздках и груздях

На грибах семейства изредка паразитируют шляпочные грибы рода астерофора (Asterophora): астерофора дождевиковидная (Asterophora lycoperdoides) — на Russula adusta, а также на Lactarius vellereus; астерофора паразитическая (Asterophora parasitica) — на Russula nigricans, R. adusta, R. delica. В Северной Америке на сыроежковых паразитирует гриб-аскомицет Hypomyces lactifluorum. Иногда считают, что на этих грибах могут паразитировать подъельники — сапрофитные растения, не имеющие хлорофилла.
На отмерших плодовых телах крупных груздей и подгруздков поселяются грибы из рода коллибия — коллибия кудрявая (Collybia cirrhata), коллибия клубеньковая (Collybia tuberosa).

## Практическое значение
Большинство сыроежек и млечников съедобны или условно съедобны, некоторые слабо токсичны, имеется некоторое количество несъедобных (как правило, из-за своего слишком острого, либо горького вкуса, или неприятного запаха) видов.